# NGC 2802
NGC 2802 is een elliptisch sterrenstelsel in het sterrenbeeld Kreeft. Het hemelobject werd op 21 maart 1784 ontdekt door de Duits-Britse astronoom William Herschel.

## Synoniemen
- UGC 4897
- MCG 3-24-26
- ZWG 91,44
- KCPG 194B
- NPM1G 19,0207
- PGC 26177